# Ковалёв, Пётр Фёдорович
Пётр Фёдорович Ковалёв (1913—1990) — советский учёный, горный инженер-электромеханик, основоположник теории и конструктивных решений по взрывозащите электрооборудования и искробезопасности электрических цепей.

## Биография
Родился в 1913 году во Владивостоке в семье столяра военного порта.
В юности работал слесарем в механических мастерских порта, кочегаром на пароходе.
В 1933 году поступил в Дальневосточный политехнический институт (ныне — Дальневосточный государственный технический университет).
Затем переехал в Донбасс, где продолжил учёбу в Сталинском индустриальном институте (ныне — Донецкий национальный технический университет), который окончил в 1938 году, получив квалификацию горного инженера-электромеханика.
В 1938 — 1940 годах работал энергетиком на одной из угольных шахт.
С июня 1940 года приступил к научной работе в Государственном макеевском научно-исследовательском институте по безопасности работ в горной промышленности, где проработал в общей сложности более 40 лет, сначала в должности инженера, научного сотрудника, а затем в 1943 — 1980 годах — бессменным заведующим научно-исследовательским отделом рудничного электрооборудования.
В 1954 году защитил диссертацию на соискание учёной степени доктора технических наук (тема: «Взрывобезопасность рудничного электрооборудования»).
Решением ВАК П. Ф. Ковалёву присвоено учёное звание профессора.
В течение ряда лет являлся членом Комитета Международной электротехнической комиссии (МЭК).
Умер в 1990 году в г. Макеевке.

## Научный вклад
- Основоположник теории и конструктивных решений взрывобезопасного электрооборудования. Дал обоснование взрывозащитного действия и параметров щелевой взрывозащиты электрооборудования, опережающего отключения электротока и его автоматического отключения, критериев взрывобезопасности: шахтных светильников, электродетонаторов и взрывных машинок, различных электроцепей, а также методов контрольных испытаний электрооборудования на взрывобезопасность и искробезопасность (1947—1951).
- Основоположник теории и конструктивных решений по искробезопасности электрических цепей, основанной на вероятностной природе воспламеняющей способности электрической искры (1950—1980).
- Один из создателей искробезопасных схем дистанционного управления рудничными магнитными пускателями (1954—1956).

Начальник станции рудничного транспорта, лауреат Сталинской премии П. Ф. Ковалёв (в центре) знакомит с новыми конструкциями горного оборудования работников шахты № 9 треста «Макеевуголь»,1951

- Один из основных разработчиков «Правил изготовления взрывозащищённого и искробезопасного рудничного оборудования» (1967), ставших впоследствии основой для соответствующих государственных стандартов.
- Научные работы П. Ф. Ковалёва позволили обосновать меры безопасности и резко увеличить энерговооружённость высокопроизводительных забоев угольных шахт СССР за счёт их перевода на применение напряжения 660 В (вместо 380 В), а затем на 1140 В. В результате была обеспечена возможность широкого внедрения в угольных шахтах СССР высокопроизводительных механизированных очистных комплексов, позволявших добывать более 1000 тонн угля в сутки из одного забоя.

## Награды и премии
Награждён рядом государственных наград: ордена и медали.
- медали ВДНХ.
- Сталинская премия третьей степени (1951) — за создание и внедрение взрывобезопасного рудничного электрооборудования

## Основные научные публикации
- Ковалёв П. Ф. Принципы взрывобезопасности рудничного электрооборудования. — М. : Углетехиздат, 1951. — 59 с. : ил.
- Ковалёв П. Ф. Искробезопасное электрооборудование. В кн.: Подземное электроснабжение за рубежом. — М. : Углетехиздат, 1959. — С.111-119.
- Ковалёв П. Ф. О физических основах взрывобезопасности рудничного электрооборудования. В кн.: Вопросы горной электромеханики. — М. : Углетехиздат, 1959, т. IX, вып.2. — С.3-28.
- Ковалёв П. Ф. Разработка общих рекомендаций для СЭВ. Рекомендаций «Искробезопасные электрические системы». Труды МакНИИ. — М. : Госгортехиздат, 1961. — С.131-134.